# Taeniacanthus pteroisi
Taeniacanthus pteroisi is een eenoogkreeftjessoort uit de familie van de Taeniacanthidae. De wetenschappelijke naam van de soort is voor het eerst geldig gepubliceerd in 1957 door Shen.